# Arno Klönne

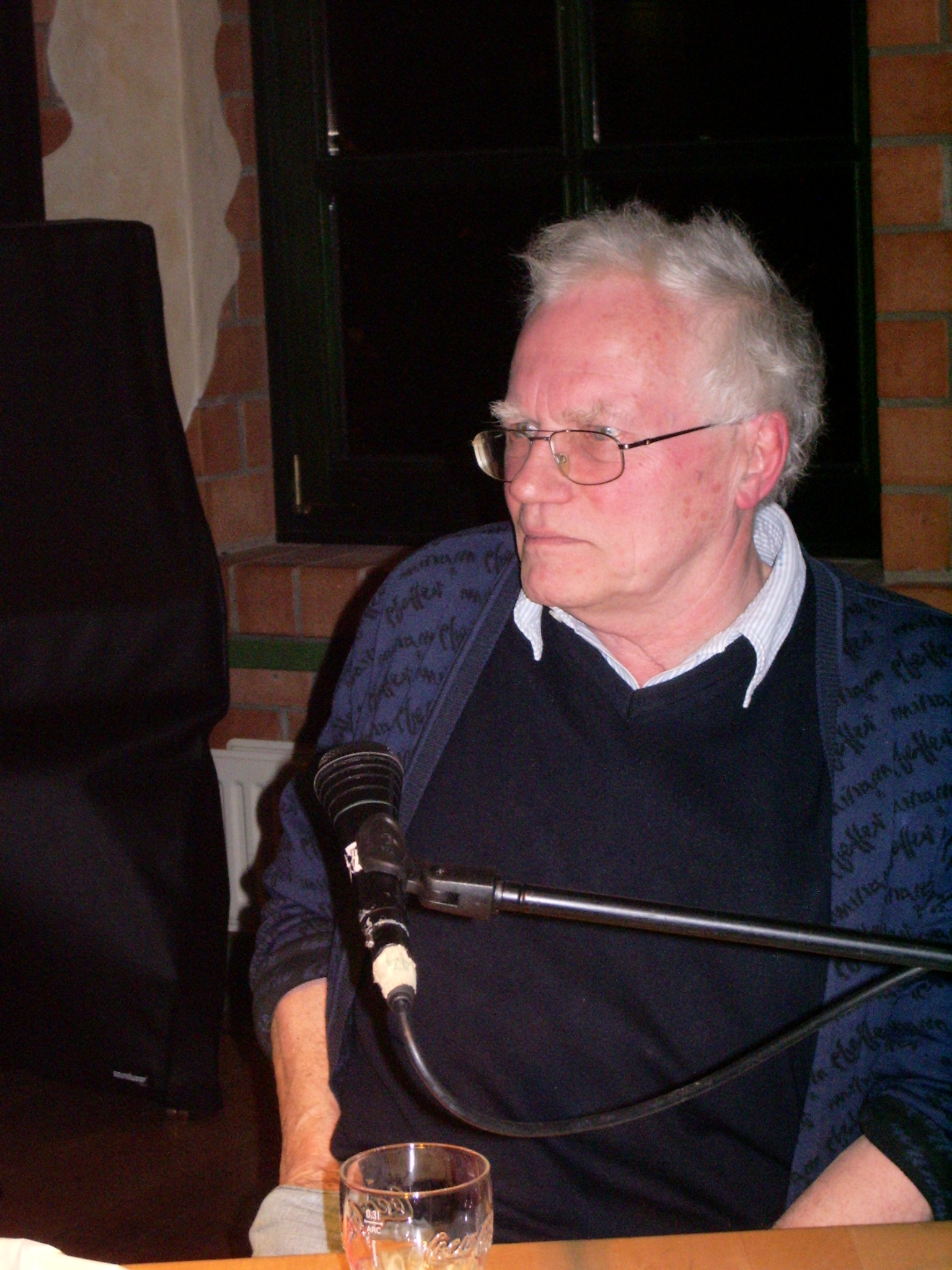
Arno Klönne, 2008

Arno Klönne (* 4. Mai 1931 in Bochum; † 4. Juni 2015 in Paderborn) war ein deutscher Soziologe, Politikwissenschaftler und Hochschullehrer. 

## Leben und Wirkungsfelder

### Wissenschaftliche Laufbahn
Klönne, der aus einer Lehrerfamilie stammt, studierte ab 1951 in Marburg und Köln Geschichte, Soziologie und Politik. In Marburg schrieb er seine Doktorarbeit bei Wolfgang Abendroth über die Hitlerjugend, womit er zum Doktor der Philosophie promoviert wurde. Nach dem Studium arbeitete er fünf Jahre als Landesjugendpfleger in Wiesbaden, bevor er in den Hochschuldienst wechselte. Nach wissenschaftlichen Anstellungen bei der Sozialforschungsstelle an der Universität Münster in Dortmund, Göttingen, Bielefeld und in Münster wurde er 1978 auf eine Professur für Soziologie an der Universität-Gesamthochschule Paderborn berufen. 1995 wurde Klönne emeritiert.
Seine jugendsoziologische Studie Jugend im Dritten Reich gilt als Standardwerk zur Geschichte der Hitlerjugend und ihrer Gegner. Darüber hinaus veröffentlichte Klönne unter anderem zu den Themenfeldern Faschismus und Rechtsextremismus, zur Geschichte der Arbeiterbewegung und zur internationalen Politik.

### Politik
1961 gründete Klönne gemeinsam mit Gerd Semmer, Dieter Süverkrüp und Frank Werkmeister das Schallplattenlabel pläne. Bereits seit 1957 war er an der Herausgabe einer gleichnamigen Zeitschrift beteiligt. Mit dem Schallplattenlabel entstand auch ein Verlag gleichen Namens. In den 1960er Jahren war er einer der Sprecher der Ostermarschbewegung; nach der Entstehung des Sozialistischen Büros als Sammelbecken der unabhängigen Linken 1969 spielte er auch dort eine zentrale Rolle. Er war Mitarbeiter der Zeitschrift song und Mitherausgeber der Zeitschrift Ossietzky, Gesellschafter des Verlags Ossietzky und Mitglied des Vereins ikoplan – Institut für Kommunikation, Organisation und Planung.
1960 verließ Klönne vorübergehend auf Grund der positiven Position Herbert Wehners zur NATO die SPD. In den 1970er Jahren wurde er für zwei Jahre von allen Parteifunktionen ausgeschlossen. Anlass war seine aus dem Jahr 1975 stammende Schrift Machte Wehner die SPD kaputt?
Nach seinem endgültigen Austritt aus der SPD im Jahr 2004 gründete Klönne die Demokratische Initiative Paderborn, die im selben Jahr bei den Kommunalwahlen antrat.

## Veröffentlichungen
- Fahrt ohne Ende. Geschichte einer Jungenschaft. Alsatia, Colmar 1951.
- Der Bundesheimatdienst und das Dämonische. In: Die freie Gesellschaft – Monatsschrift für Gesellschaftskritik und freiheitlichen Sozialismus. Verlag die freie Gesellschaft, Darmstadt 1953.
- Hitlerjugend. Die Jugend und ihre Organisation im 3. Reich (= Schriftenreihe des Institutes für wissenschaftliche Politik, Marburg an der Lahn.) Norddeutsche Verlagsanstalt Goedel, Hannover / Frankfurt am Main 1955 (zugleich Philosophische Dissertation, Universität Marburg 1955). DNB 480618348.
- Gegen den Strom. Bericht über den Jugendwiderstand im Dritten Reich. Norddeutsche Verlags-Anstalt, Hannover 1958.
- mit Dieter Claessens und Armin Tschoepe: Sozialkunde der Bundesrepublik Deutschland. Diedrichs-Verlag, Düsseldorf 1965 (zahlreiche Auflagen).
- Der bürgerliche Staat der Gegenwart. Rowohlt, Reinbek 1972.
- Machte Wehner die SPD kaputt? Eine Dokumentation über den Identitätsverlust der bundesdeutschen Sozialdemokratie. Verlag Politisches Archiv, Landshut 1975.
- mit Hermann Giesecke und Dieter Otten: Gesellschaft und Politik in der Bundesrepublik. Eine Sozialkunde. Fischer-Taschenbuch-Verlag, Frankfurt am Main 1976.
- Die deutsche Arbeiterbewegung. Geschichte, Ziele, Wirkungen. Diedrichs, Düsseldorf 1980, ISBN  3-4240-0652-1.
- Jugend im Dritten Reich. Die Hitler-Jugend und ihre Gegner. Dokumente und Analysen. Diedrichs, Düsseldorf 1982 (spätere Auflagen bei anderen Verlagen).
- Zurück zur Nation? Kontroversen zu deutschen Fragen. Diedrichs, Düsseldorf 1984.
- (mit Hartmut Reese): Die deutsche Gewerkschaftsbewegung. Von den Anfängen bis zur Gegenwart. VSA-Verlag, Hamburg 1984 (spätere Auflagen unter dem Titel Kurze Geschichte der deutschen Gewerkschaftsbewegung).
- „Aber die Schleichenden, die mag Gott nicht“. Der Dichter und Volkserzieher Leo Weismantel. Festschrift zum 100. Geburtstag. Leo-Weismantel-Gesellschaft, Frankfurt am Main 1988.
- mit Olaf Bartels: Hand in Hand. Bauarbeit und Gewerkschaften. Eine Sozialgeschichte. Bund-Verlag, Köln 1988.
- Rechts-Nachfolge. Risiken des deutschen Wesens nach 1945. Papyrossa, Köln 1990.
- mit Winfried Borowczak und Helmut Voelzkow: Institutionen regionaler Technikförderung. Eine Analyse in Ostwestfalen-Lippe und im östlichen Ruhrgebiet. Westdeutscher Verlag, Opladen 1991.
- Jugendliche Opposition im „Dritten Reich“. Landeszentrale für politische Bildung Thüringen, Erfurt 1996; 2. Auflage ebenda 2013. (PDF).
- Kein Spuk von gestern oder: Rechtsextremismus und „konservative Revolution“. Lit, Münster 1997.
- Der lange Abschied vom Sozialismus. Eine Jahrhundertbilanz der SPD. VSA-Verlag, Hamburg 1999.
- mit Werner Biermann: Globale Spiele: Imperialismus heute – das letzte Stadium des Kapitalismus? Papyrossa, Köln 2001.
- mit Werner Biermann: Ein Kreuzzug für die Zivilisation? Internationaler Terrorismus, Afghanistan und die Kriege der Zukunft. Papyrossa, Köln 2002.
- mit Werner Biermann: The big stick. Imperiale Strategie und globaler Militarismus. Die USA als Megamacht? Papyrossa, Köln 2003.
- Fluchtpunkte. Das soziale Gedächtnis der Arbeiterbewegung. VSA-Verlag, Hamburg 2003.
- mit Werner Biermann: Kapital-Verbrechen. Zur Kriminalgeschichte des Kapitalismus. Papyrossa, Köln 2005.
- Es geht anders! Alternativen zur Sozialdemontage. Papyrossa, Köln 2005.
- mit Werner Biermann: Objekt der Gier. Der Iran, der Nahe und Mittlere Osten und Zentralasien. Papyrossa, Köln 2006.
- mit Werner Biermann: Agenda Bertelsmann. Ein Konzern stiftet Politik. Papyrossa, Köln 2007.